# 王瑞 (演員)
王瑞（1930年7月25日—2016年6月1日），本名王錫瑞，台灣電影、電視劇演員，山東泰安人，曾獲金鐘獎男演員獎、男配角獎與迷你劇集男主角獎。

## 生平
抗戰期間，小學五、六年級的王瑞演出學校話劇，與戲劇結下不解之緣。來臺後，他讀到報紙上政工幹校影劇組招生訊息便去報名，獲該校錄取，並展開演藝生涯。他演過許多電視劇、電影，也曾是中視的基本演員。1974年，他以中視電視劇《一代暴君》中的奸臣趙高成名，奠定反派地位。
1991年，王瑞以《鹹魚翻身》獲第26屆金鐘獎男演員獎。1997年，他再以中視《夢土》奪下第32屆金鐘獎戲劇節目男配角獎。2000年，他以《天公金》贏得台北電影節最佳男配角獎。2014年，他以八十三歲高齡主演王傳宗執導的公視電視電影《只想比你多活一天》，並以此獲頒第49屆金鐘獎迷你劇集／電視電影男主角獎。
王瑞於1970年結婚，獨生女生於1980年。
2016年6月1日下午2時53分，因急性心肺衰竭離世。

## 作品

### 電影
- 大將軍郭子儀（1960）
- 金沙刀（1969）
- 我非浪子（1971）
- 俠女（1971）
- 心花朵朵（1972）
- 女記者（1974）
- 罪惡滔天（1974）
- 包公奇案（1975）
- 尚方寶劍（1975）
- 虎穴屠龍（1975）
- 女兵日記（1975）
- 俠士鏢客殺手（1977）
- 火燄掌與寒冰手（1978）
- 一代天嬌（1979）
- 痲瘋女（1979）
- 歡樂群英（1980）
- 風雨中的燕子（1980）
- 套房出租（1980）
- 花飛花舞春滿城（1980）
- 上行列車（1981）
- 鐵脖子李勇（1981）
- 新運河殉情記（1982）
- 策馬入林（1984）
- 至聖鮮師（1990）
- 豆花女（1992）
- 飲食男女（1994）...老溫（導演：李安）
- 超級大國民（1995）...警備總部軍官
- 情義之西西里島（1997）...輝父
- 天公金（2000）

### 電視劇
| 年份 | 導演                                   | 劇名                                         | 角色   |
| ---- | -------------------------------------- | -------------------------------------------- | ------ |
| 1974 |                                        | 我與蘭妮 （中視）                            | 張伯二 |
| 1974 |                                        | 一代暴君 （中視）                            | 趙高   |
| 1974 | 愛心 （中視）                          |                                              |        |
| 1975 |                                        | 香妃 （中視）                                |        |
| 1983 |                                        | 風雨夜歸人 （中視）                          |        |
| 1984 |                                        | 一加一不等於二 （中視金獎劇場）              | 鄰居   |
| 1985 | 王世綱、鍾世樺、王中強、陳明義、林獻彰 | 一代女皇 （中視）                            | 褚遂良 |
| 1988 |                                        | 情義無價 （中視）                            | 何友順 |
| 1989 |                                        | 鋤頭博士 （中視）                            | 老張   |
| 1991 |                                        | 無色的愛系列：鹹魚翻身 （中視金獎劇場）      |        |
| 1992 |                                        | 青春作伴好還鄉 （中視金鐘單元劇）            |        |
| 1995 | 龍冠武                                 | 你子我子打咱子 （中視）                      | 趙德柱 |
| 1996 |                                        | 情字這條路 （中視）                          | 何國棟 |
| 1997 |                                        | 夢土 （中視金獎劇展）                        |        |
| 1997 | 李岳峰                                 | 我的阿爸我的子 （華視）                      | 范大同 |
| 1997 |                                        | 我永遠愛你 （民視）                          | 老老公 |
| 1998 | 曹瑞原                                 | 假期 （公視人生劇展）                        |        |
| 2014 | 王傳宗                                 | 只想比你多活一天 （公視人生劇展）            | 曉生   |
| 2015 | 王重正                                 | 小故事大啟發第3集：家政婦物語 （華視單元劇） | 老古   |

### 舞台劇
- 駱駝祥子（1994）

## 主持節目
- 中視《喜從天降 家家劇場》（1970年代）

## 所獲獎項
- 1991年，第26屆金鐘獎，最佳電視男演員獎，《金獎劇場－無色的愛系列：鹹魚翻身》，中國電視公司
- 1997年，第32屆金鐘獎，最佳男配角獎，《金獎劇展－夢土》，中國電視公司
- 2000年，第3屆台北電影節，最佳配角獎，《天公金》。
- 2014年，第49屆金鐘獎，迷你劇集/電視電影男主角獎，《只想比你多活一天》。

## 外部連結
- 王瑞在互联网电影资料库（IMDb）上的資料（英文）
- 王瑞在香港影庫上的簡介
- 王瑞在豆瓣上的资料（简体中文）